# La canzone di Susannah
La canzone di Susannah (The Dark Tower VI: Song of Susannah) è il sesto romanzo fantasy della serie La Torre Nera scritto da Stephen King pubblicato l'8 giugno 2004. Il sottotitolo di questo romanzo è Riproduzione.

## Trama
La storia è ambientata principalmente nel nostro mondo (New York ed East Stoneham nel Maine). Il ka-tet viene diviso in diversi "Dove" e "Quando" per poter raggiungere diversi obiettivi nella fantastica corsa verso la misteriosa Torre Nera.
Susannah è parzialmente intrappolata nella sua mente, mentre Mia, l'ex demone ora gravida, ha portato il suo corpo a New York nell'estate del 1999. Mia svela a Susannah di aver fatto un diabolico patto con l'uomo in nero per poter diventare umana ed essere finalmente madre. Tecnicamente parlando, comunque, questo figlio è biologicamente discendente di Susannah e del pistolero Roland. Questa precisazione non è un problema per Mia visto che l'uomo in nero le ha promesso che avrà il bimbo a disposizione, e potrà crescerlo finché non arriverà per lui il momento di sottostare al destino che gli è stato assegnato.
Jake, Oy e Callahan seguono 'Susannah-Mia' in questa New York per poter salvare Susannah dal pericolo creato da Mia che l'ha consegnata agli adepti dell'uomo in nero. Inoltre, nonostante le origini biologiche del nascituro, il ka-tet teme che possa essere in qualche modo demoniaco e che possa fare del male a Susannah.
Nel frattempo, Roland e Eddie viaggiano nel Maine del 1977 con l'obiettivo di assicurarsi il possesso del lotto di terra di New York dall'attuale proprietario, un uomo di nome Calvin Torre. I pistoleri hanno visto e sentito il potere della rosa che vi cresce e sospettano che sia un secondo fulcro dell'Universo, o perfino una rappresentazione della Torre stessa. Calvin Torre si trova nel Maine, in fuga da un gruppo di mafiosi che sta tentando in ogni modo di convincerlo a vendere il terreno, ai quali è sopravvissuto con l'aiuto di Eddie Dean. Non appena arrivati nel Maine i pistoleri si trovano inguaiati in una sparatoria con quelle stesse persone, avvisate del loro arrivo da Mia, nella speranza di eliminare quella che riconosce come minaccia per suo figlio. Roland e Eddie fuggono da questa imboscata con l'aiuto di un abitante del luogo che diventa il loro salvatore.
Dopo aver raggiunto il primo obiettivo si fanno spiegare la strada che li condurrà all'abitazione di Stephen King, il cui nome è conosciuto dai pistoleri dopo essere entrati in possesso di una copia di Le notti di Salem, e gli fanno visita. La presenza di King, e la sua relazione con la Torre Nera, fanno in modo che i confini della città diventino "sottili". Incredibili creature chiamate "walk-in" iniziano ad apparire e a spaventare la comunità. Lo scrittore è all'oscuro di questo e non ne ha mai visto uno, nonostante molti di loro siano apparsi in prossimità della sua casa. Il pistolero lo ipnotizza e scopre che King non è certo un Dio, è semplicemente un tramite attraverso cui la storia della Torre Nera viene raccontata. Gli inculca anche l'idea di riprendere i suoi sforzi per la stesura della serie, abbandonata da tempo.
La canzone di Susannah contiene più azione rispetto ai libri precedenti della serie, portando a un aumento vertiginoso dell'adrenalina prima dell'epica conclusione.

## Edizioni
- Stephen King, La canzone di Susannah, traduzione di Tullio Dobner, Sperling & Kupfer, 2004,  pp. 494, ISBN 88-200-3677-0.
- Stephen King, La canzone di Susannah, traduzione di Tullio Dobner, Sperling & Kupfer, 2013,  p. 401, ISBN 978-88-6836-098-6.
- Stephen King, La canzone di Susannah, traduzione di Tullio Dobner, Sperling & Kupfer, 2017,  p. 409, ISBN 9788868363727.